# Cossogno
Cossogno – miejscowość i gmina we Włoszech, w regionie Piemont, w prowincji Cusio Ossola. Położona około 130 kilometrów na północny wschód od Turynu i około 20 kilometrów na północ od Verbanii.
Według danych na rok 2004 gminę zamieszkiwało 537 osób, 13,4 os./km².